# Дайкири (деревня)
Дайкири (исп. Daiquirí) — небольшое поселение, расположенное в 20 км от Сантьяго-де-Куба.

## История
Дайкири стал местом, откуда 22 июня 1898 началось вторжение американских войск на Кубу во время Испано-американской войны.

## Другие факты
Название городка послужило названием целому семейству алкогольных коктейлей.